# Сельское поселение «Село Фролово»
Се́льское поселе́ние «Село Фролово» — муниципальное образование в Сухиничском районе Калужской области Российской Федерации.
Административный центр — село Фролово.

## История
Статус и границы сельского поселения установлены Законом Калужской области от 1 ноября 2004 года № 369-ОЗ «Об установлении границ муниципальных образований, расположенных на территории административно-территориальных единиц "Думиничский район", "Кировский район", "Медынский район", "Перемышльский район", "Сухиничский район", "Тарусский район", "Юхновский район", и наделении их статусом городского поселения, сельского поселения, муниципального района».

## Население
| 2010 | 2012 | 2013 | 2014 | 2015 | 2016 | 2017 |
| ---- | ---- | ---- | ---- | ---- | ---- | ---- |
| 195  | ↘193 | ↗197 | ↘193 | ↗194 | ↗196 | ↘185 |
| 2018 | 2019 | 2020 | 2021 |      |      |      |
| ↗187 | ↘182 | ↘180 | ↗216 |      |      |      |

## Состав сельского поселения
| № | Населённый пункт | Тип населённого пункта       | Население |
| - | ---------------- | ---------------------------- | --------- |
| 1 | Плохово          | деревня                      | ↘7        |
| 2 | Сныткино         | деревня                      | ↘1        |
| 3 | Сяглово          | деревня                      | ↘1        |
| 4 | Фролово          | село, административный центр | ↘186      |